# 나샤르

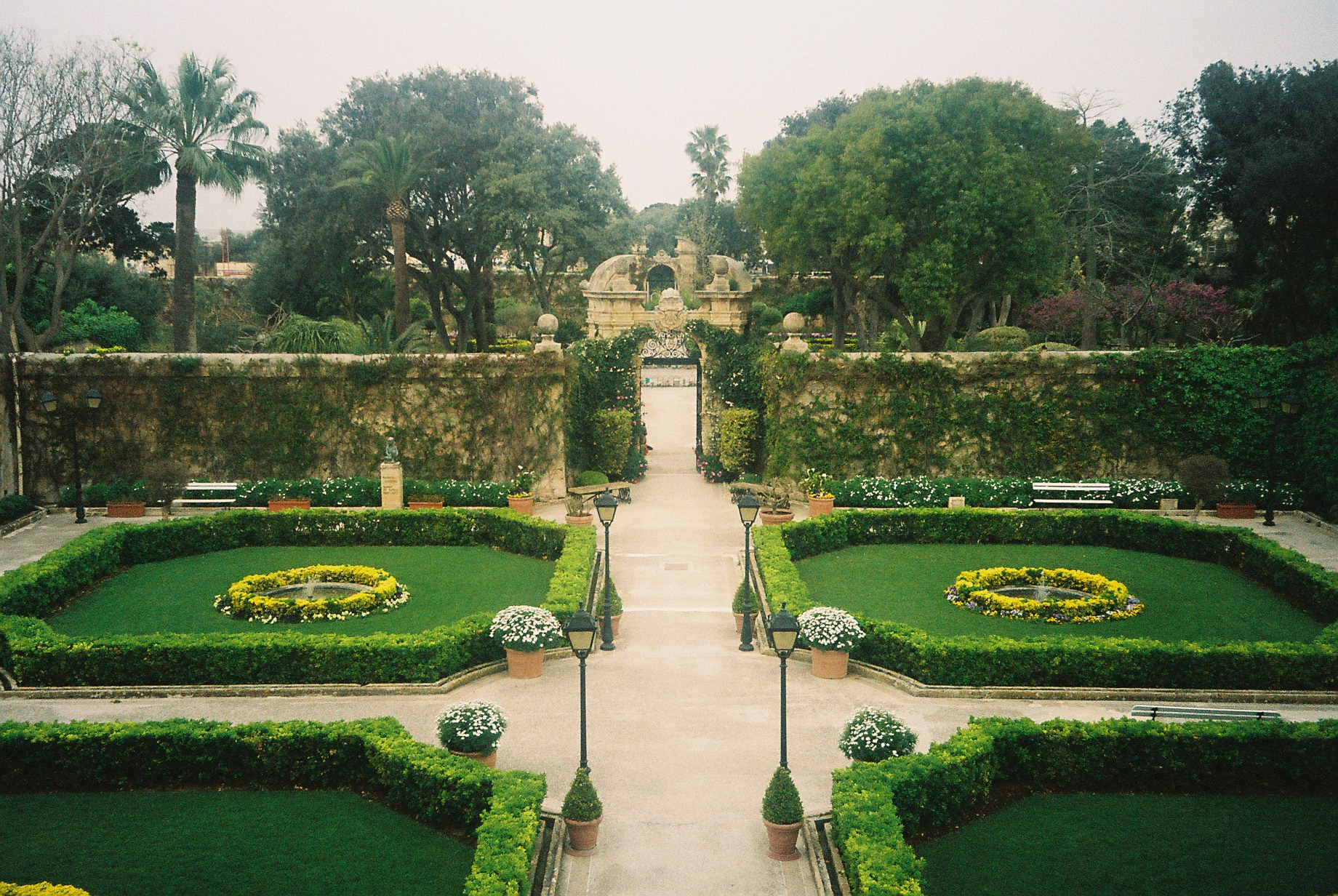
나샤르에 있는 정원의 모습

나샤르의 위치

나샤르(몰타어: Naxxar)는 몰타 북부에 위치한 도시로 면적은 11.6km2, 인구는 13,647명(2010년 기준), 인구 밀도는 1,200명/km2이다.
성경에서는 사도 파울로스를 비롯한 일행들을 태운 선박이 암초와 충돌하면서 난파되었을 때 나샤르 주민들이 선원들을 구조해주었고 이에 대한 보답으로 기독교로 개종했다는 기록이 전한다.

시기